# Montecarlo Gran Casinò
Montecarlo Gran Casinò è un film del 1987 diretto da Carlo Vanzina.

## Trama
Tra eleganti alberghi di lusso e il Casinò di Montecarlo nascono le storie di un gruppo di italiani accomunati dalla febbre del gioco.

## Personaggi

### Furio
Furio, giovane avvocato di Roma, vince una grande somma al Casinò. Ridotto successivamente sul lastrico al gioco del Backgammon contro il Barone Duroc, si trova non solo a non poter pagare il conto dell'albergo ma, abbandonato dalla sua compagna Magda, capita fra le grinfie di una anziana regina della finanza, Romilda Scotti, detta Romy, affamata d'amore, che gli promette di saldargli i debiti, se lui sarà disposto ad accontentarla come gigolò. Con il passare dei giorni la donna continua a non pagarlo, consapevole che, se lo facesse, lui se ne andrebbe via da lei.
Neanche una notte d'amore dove Furio si é scambiato con il suo amico Muflone sembra risolvere la situazione. Una sera all'interno del casinò monegasco trova per puro caso una fiche incustodita di alto valore che gli fa vincere un'immensa fortuna grazie ad una puntata secca alla roulette sul numero zero e, non sopportando l'ennesimo capriccio dell'anziana miliardaria, le dà il definitivo benservito con uno schiaffone buttandola in piscina. Dopo averla buttata in acqua e in preda alla gioia se ne ritorna dentro il casinò per giocare nuovamente alla roulette.

### Gino e Lino
Gino e Lino sono invece due fratelli milanesi, proprietari di un ristorante, venuti a Montecarlo per comprare un appartamento. 
Gino si fa prendere dal vizio del gioco d'azzardo ma riesce a trattenersi perché Lino invece è una persona molto cauta e bada a lui. Molto fresconi e parecchio sprovveduti, incontrano Silvia, una bella ragazza maniaca pure lei del gioco d'azzardo.
Gino, per corteggiarla perde tutto il denaro in contanti tartufonati (in nero) che i due fratelli avevano portato per l'acquisto. Alla fine diventeranno una coppia di improbabili e maldestri ladri per andare a rubare una collana d'oro al loro amico "cumenda" Ambrogio Colombo di cui Silvia è l'amante, in modo da recuperare il denaro perduto ma purtroppo falliranno miseramente.

### Oscar
Oscar è un baro professionista ma di scarso successo che, dopo l'ennesima perdita, vede la sua partner Patrizia, di cui è innamorato, passare in società con il Barone Duroc de Rothschild, un collega francese d'alta classe. Oscar si prende alla fine la soddisfazione di far sconfiggere Duroc da Paolo, un elettricista di Sanremo da Oscar spacciato per noto e ricco ingegnere, che a sua volta si scopre un baro abilissimo. In questo modo riuscirà anche a riconquistare Patrizia, ma quest'ultima lo abbandonerà la mattina dopo rubando l'immensa fortuna vinta da entrambi ai danni di Duroc la sera precedente.

### Paolo
Paolo è un elettricista comunale di Sanremo. Molto bravo a barare a carte, viene reclutato da Oscar che gli crea la falsa identità di un miliardario vero, l'ingegner Borghini, al quale è molto somigliante, nell'intento di battere al gioco il Barone Duroc, rivale di Oscar. Dopo varie disavventure i due riescono a trionfare sul Barone, ma Oscar si farà fregare tutta la vincita dalla ex compagna di società ed ex partner in amore Patrizia la quale se ne va alla volta delle Bahamas lasciando un messaggio scritto con il rossetto direttamente nello specchio della camera da letto della stanza dell'albergo.